# Aske (album)
Aske is de tweede studio-uitgave van het Noorse blackmetalproject Burzum. Aske werd op het platenlabel van Euronymous, Deathlike Silence Productions, uitgebracht en bevat maar drie nummers. De hoes toont een foto van een afgebrande Fantoft kerk, en de eerste 1000 kopieën van Aske kwamen met een aansteker. Aske werd in de uitgave van Misanthropy Records als bonus bij het debuut Burzum gevoegd waarbij men de originele versie van "A Lost Forgotten Sad Spirit" wegliet.

## Nummers
- Side Hate

1. Stemmen Fra Tårnet - 6:09
2. Dominus Sathanas - 3:04

- Side Winter

1. A Lost Forgotten Sad Spirit - 10:52

## Bezetting
- Varg Vikernes - alle instrumenten en de zang
- Samoth - basgitaar